# Dalmine
Dalmine est une commune italienne de la province de Bergame, dans la région Lombardie.

## Administration
| Période                                  | Période | Identité | Étiquette | Qualité |
| ---------------------------------------- | ------- | -------- | --------- | ------- |
|                                          |         |          |           |         |
| Les données manquantes sont à compléter. |         |          |           |         |

### Hameaux
Sforzatica S. Maria d'Oleno, Sforzatica S. Andrea, Mariano al Brembo, Brembo, Guzzanica, Sabbio

### Communes limitrophes
Bonate Sotto, Filago, Lallio, Levate, Osio Sopra, Stezzano, Treviolo